# الحسل (ريمة)

تعديل مصدري - تعديل

قرية الحسل

هي إحدى قرى عزلة بكال الواقعة ضمن مديرية مزهر التابعة لمحافظة ريمة، بلغ تعداد سكانها (712) نسمة حسب تعداد اليمن لعام 2004.

## المحلات التابعة للقرية
- الحسل العالي
- الحسل السافل
- اريمه
- العدة

## روابط خارجية
- الدليل الشامــل